# Марко Мацан
Марко Мацан (хорв. Marko Macan, нар. 26 квітня 1993, Дубровник, Хорватія) — хорватський ватерполіст, срібний призер Олімпійських ігор 2016 року, чемпіон світу.

## Виступи на Олімпіадах
| Олімпіада           | Дисципліна | Місце |
| ------------------- | ---------- | ----- |
| Ріо-де-Жанейро 2016 | водне поло | 2     |